# Tal Farlow
Talmage Holt Farlow (Greensboro, Carolina do Norte, 7 de junho de 1921 - 25 de julho de  1998), mais conhecido como Tal Farlow, foi um guitarrista de jazz norte-americano.
Considerado um dos maiores  guitarristas de jazz de todos os tempos, ele foi apelidado de "Octopus (polvo)" por conta de suas mãos grandes e rápidas se espalharam pelo braço da guitarra, como se fossem tentáculos,. Como observa Steve Rochinski: "De todos os guitarristas que surgiram na primeira geração depois de Charlie Christian, Tal Farlow, mais do que qualquer outro, foi capaz de ir além do vocabulário rítmico, melódico e harmônico associado aos primeiros mestres da guitarra elétrica. A incrível velocidade de Tal, excitação rítmica, senso harmônico altamente desenvolvido e enorme alcance (físico e musical) permitiram a ele criar um estilo que claramente se destaca do resto". Numa época onde os guitarristas de seu tempo combinavam acordes rítmicos com melodias lineares, Farlow preferiu colocar notas individuais juntas em sequência, variando entre tons harmonicamente enriquecidos com base em uma surpreendente nova técnica. Como disse o crítico de música Stuart Nicholson, "em termos de talento para guitarra, era o equivalente a Roger Bannister quebrando a barreira das quatro milhas".
Sua música "Lover" foi ranqueada como a 97ª melhor canção instrumental de guitarra pela revista Young Guitar Magazine em 2019.
Farlow morreu de câncer de esôfago enquanto internado no Memorial Sloan-Kettering Cancer Center, em Nova York, em 25 de julho de 1998, aos 77 anos.

## Discografia
- The Tal Farlow Quartet (1954; Blue Note)
- The Tal Farlow Album (1954; Norgran)
- The Artistry of Tal Farlow (1955; Norgran)
- The Interpretations of Tal Farlow (1955; Norgran)
- A Recital by Tal Farlow (1955; Norgran)
- Swing Guitars (1955; Norgran)
- Poppin' and Burnin' (1955; Verve)
- Guitar Player (1974; Prestige)
- Tal (1956; Norgran)
- Fuerst Set (1956; Xanadu Records)
- Second Set (1956; Xanadu)
- Metronome All-Stars, 1956 Verve MGV 8030
- The Swinging Guitar of Tal Farlow (1957; Verve)
- This is Tal Farlow (1958; Verve)
- The Guitar Artistry of Tal Farlow (1960; Verve)
- Tal Farlow Plays the Music of Harold Arlen (1960; Verve)
- The Return of Tal Farlow (1969; Prestige Records)
- Trinity (1976; CBS Sony)
- A Sign of the Times (1977; Concord)
- Tal Farlow '78 (1978; Concord)
- On Stage (1981; Concord)
- Chromatic Palette (1981; Concord)
- Cookin' on all Burners (1983; Concord)
- The Legendary Tal Farlow (1985; Concord)
- All Strings Attached (1987; JazzVisions)
- Standards Recital (1993; FD Music)
- Project G-5: A Tribute to Wes Montgomery (1993; Evidence Records)
- Jazz Masters 41 Tal Farlow (1995; Verve)
- Tal Farlow (1996; Giants of Jazz)
- Chance Meeting (1997; Guitarchives Tal Farlow & Lenny Breau - Music from the Soundtrack of Talmage Farlow.)
- Live at the Public Theatre (2000; Productions A-Propos The Tal Farlow Trio (with Tommy Flanagan & Red Mitchell - Music from the Soundtrack of Talmage Farlow.)
- Tal Farlow's Finest Hour (2001; Verve)
- Tal's Blues (2002; Past Perfect)
- Two Guys with Guitars (2004; Frozen Sky Records)
- The Complete Verve Tal Farlow Sessions (2004;  Mosaic)